# Partit de la Llibertat (Eslovàquia)
El Partit de la Llibertat (en eslovac Strana slobody), anomenat inicialment Partit Cristià-Republicà (Kreťansko-republikánska strana) va ser va un partit cristià d'esquerres d'Eslovàquia. De manera similar al Partit del Renaixement Eslovac, va néixer al 1946 com una escissió del Partit Democràtic d'aquells disposats a cooperar amb els comunistes. Així, el seu objectiu era presentar una alternativa de política “cristiana, progressista i protxecoslovaca” al Partit Demòcratic.
Liderat inicialment per Vavro Šrobár, va formar part del Front Nacional, aconseguint representació en el parlament i càrrecs en el nou govern comunista. Després de la Revolució de vellut, el partit es va presentar a les primeres eleccions legislatives de 1990, aconseguint només el 1,78%, dissolent-se poc després.

## Resultats electorals

### Assemblea Nacional (Txecoslovàquia)
| Any  | Vots                    | Vots                    | Escons  | Escons | Pos. | Govern        |
| Any  | Vots                    | %                       | Escons  | ±      | Pos. | Govern        |
| ---- | ----------------------- | ----------------------- | ------- | ------ | ---- | ------------- |
| 1946 | 60 195                  | 4.2                     | 3 / 69  | Nou    | Nou  | Suport extern |
| 1948 | Dins del Front Nacional | Dins del Front Nacional | 5 / 71  | 2      | =    | Coalició      |
| 1954 | Dins del Front Nacional | Dins del Front Nacional | 4 / 100 | 1      | =    | Coalició      |
| 1960 | Dins del Front Nacional | Dins del Front Nacional | 2 / 75  | 2      | =    | Coalició      |
| 1964 | Dins del Front Nacional | Dins del Front Nacional | 5 / 83  | 3      | =    | Coalició      |
| 1971 | Dins del Front Nacional | Dins del Front Nacional | 4 / 63  | 1      | 2    | Coalició      |
| 1976 | Dins del Front Nacional | Dins del Front Nacional | 2 / 64  | 2      | 3    | Coalició      |
| 1981 | Dins del Front Nacional | Dins del Front Nacional | 2 / 64  | =      | 2    | Coalició      |
| 1986 | Dins del Front Nacional | Dins del Front Nacional | 2 / 66  | =      | =    | Coalició      |
| 1990 | 49 012                  | 1.2                     | 0 / 49  | 2      | 7    | Oposició      |

### Consell Nacional (Eslovàquia)
| Any  | Vots                    | Vots                    | Escons                        | Escons                        | Pos.                          | Govern        |
| Any  | Vots                    | %                       | Escons                        | ±                             | Pos.                          | Govern        |
| ---- | ----------------------- | ----------------------- | ----------------------------- | ----------------------------- | ----------------------------- | ------------- |
| 1946 | 60 195                  | 4.2                     | 3 / 100                       | Nou                           | Nou                           | Suport extern |
| 1948 | Dins del Front Nacional | Dins del Front Nacional | 3 / 100                       | =                             | =                             | Coalició      |
| 1954 | Dins del Front Nacional | Dins del Front Nacional | 3 / 103                       | =                             | =                             | Coalició      |
| 1960 | Dins del Front Nacional | Dins del Front Nacional | 2 / 87                        | 1                             | =                             | Coalició      |
| 1964 | Dins del Front Nacional | Dins del Front Nacional | 4 / 92                        | 2                             | =                             | Coalició      |
| 1971 | Dins del Front Nacional | Dins del Front Nacional | Sense dades individualitzades | Sense dades individualitzades | Sense dades individualitzades | Coalició      |
| 1976 | Dins del Front Nacional | Dins del Front Nacional | Sense dades individualitzades | Sense dades individualitzades | Sense dades individualitzades | Coalició      |
| 1981 | Dins del Front Nacional | Dins del Front Nacional | Sense dades individualitzades | Sense dades individualitzades | Sense dades individualitzades | Coalició      |
| 1986 | Dins del Front Nacional | Dins del Front Nacional | 7 / 150                       | ?                             | ?                             | Coalició      |
| 1990 | 60,041                  | 1.78                    | 0 / 150                       | 7                             | 7                             | Oposició      |